# Берзон, Инна Соломоновна
Инна Соломоновна Берзон (март 1914—1974) — советский геофизик-сейсморазведчик и сейсмолог, доктор физико-математических наук, профессор.

## Биография
Родилась в местечке Белая Церковь Киевской губернии Российской Империи в марте 1914 года. Закончила Днепропетровский горный институт.
В 1936 году в Украинской нефтяной экспедиции познакомилась с Г. А. Гамбурцевым, который приехал консультировать сейсмическую группу. Эта встреча определили выбор её профессии — сейсморазведка.
С 1938 года работала в лаборатории сейсморазведки Института теоретической геофизики АН СССР, созданной Г. А. Гамбурцевым, с 1955 г. зав. лабораторией.
В 1938 году экспериментально установила возможность прослеживания годографов поперечных и обменных отраженных волн.
Доктор физико-математических наук (1957).

## Научные труды
- Высокочастотная сейсмика. Изд-во Академии наук СССР, 1957[3]
- Динамические характеристики сейсмических волн в реальных средах. Изд-во Академии наук СССР, 1962
- Интерпретация и обнаружение сейсмических волн в неоднородных средах: Сборник статей. Наука, 1971
- Сейсмические волны в тонкослоистых средах. Наука, 1973
- Физические основы сейсмического метода отраженных волн в платформенных условиях. Наука, 1974
- Сейсморазведка тонкослоистых сред. Наука, 1976
- Строение Земли по динамическим характеристикам сейсмических волн. Наука, 1976
- Сейсмическая разведка вертикально-слоистых сред фундамента. Недра, 1977

## Семья
- Муж — Иван Петрович Пасечник, лауреат Ленинской премии, доктор физико-математических наук, профессор.
  - Сын — Виктор Иванович Пасечник, доктор физико-математических наук, профессор.